# Bernstadt (Alb)
Bernstadt ist eine Gemeinde im Alb-Donau-Kreis in Baden-Württemberg.

## Geographie
Bernstadt liegt auf der Schwäbischen Alb an der alten Römerstraße Augsburg–Cannstatt, etwa zehn Kilometer nördlich von Ulm.
Auf dem Gemeindegebiet liegt das Gehöft Butzenhöfe.

### Nachbargemeinden
Die Gemeinde grenzt im Norden an Holzkirch und Neenstetten, im Osten an die Stadt Langenau, im Süden an Hörvelsingen und im Westen an Beimerstetten und Breitingen.

### Schutzgebiete
Bernstadt hat im Süden einen kleinen Anteil am Naturschutzgebiet Ägenberg-Ofenloch. Der nördliche Teil der Gemeinde liegt im Landschaftsschutzgebiet Mittleres Lonetal. Die Schonwälder Eichenberg und Lontalhalde liegen ebenfalls auf der Gemarkung. Überdies hat die Gemeinde Anteil am FFH-Gebiet Kuppenalb bei Laichingen und Lonetal.

## Geschichte

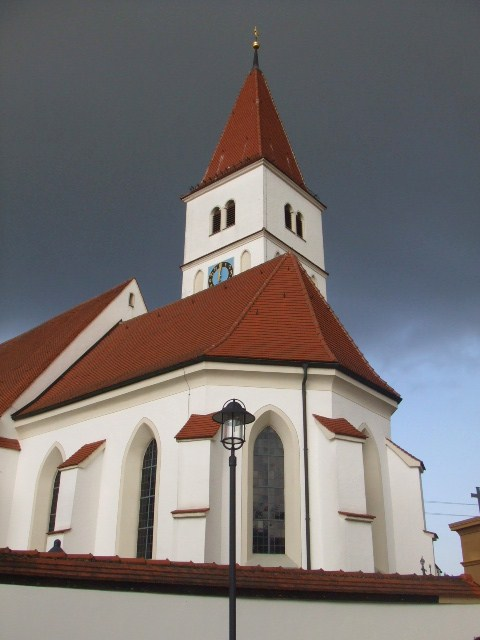
St.-Lambertus-Kirche in Bernstadt

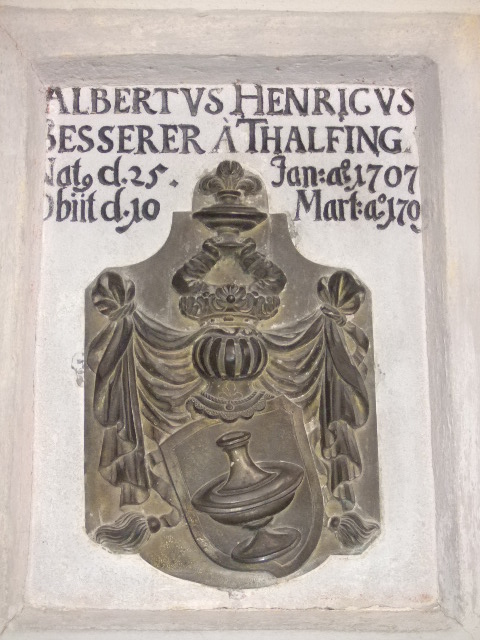
Grabmal eines Mitglieds der Ulmer Patrizierfamilie Besserer von Thalfingen in der St.-Lambertus-Kirche

### Mittelalter
Im Hochmittelalter lag der Ort Bernstadt (bzw. Berolfstat und später auch Bernstatt) im Herzogtum Schwaben. Die Herren von Berolfstat, die der Gemeinde ihren Namen gaben, lassen sich als niederadeliges Geschlecht vom Ende des 12. Jahrhunderts bis zum Beginn des 16. Jahrhunderts nachweisen. Der Ort besitzt seit 1195 eine eigene Pfarrstelle. Im Spätmittelalter gehörte Bernstadt zu den Grafen von Helfenstein und gelangte um das Jahr 1400 unter die Herrschaft der Reichsstadt Ulm.

### Neuzeit
Im Dreißigjährigen Krieg brannten kaiserliche Truppen den Ort 1635 nieder. In den Franzosenkriegen erlitt das Dorf 1688 erneut das Schicksal, komplett abgebrannt zu werden. Deshalb wurde der Ort danach im Stil des Barocks völlig neu errichtet. 1704 kam es noch einmal zu einer Brandschatzung durch die Franzosen, so dass die alte mittelalterliche Burg der Herren von Berolfstat nördlich der Kirche völlig ausbrannte und nur noch als Ruine bis zum Beginn des 20. Jahrhunderts sichtbar blieb.
1803 fiel Bernstadt an das Kurfürstentum Bayern. 1810 wurde der Ort auf Grund des Grenzvertrags von 1810 vom Königreich Bayern an das Königreich Württemberg abgetreten und war zunächst dem Oberamt Albeck zugeordnet, ab 1819 dem Oberamt Ulm.
Bei der Kreisreform während der NS-Zeit in Württemberg kam Bernstadt 1938 zum Landkreis Ulm.
1945 wurde der Ort Teil der Amerikanischen Besatzungszone und gehörte somit zum neu gegründeten Land Württemberg-Baden, das 1952 im jetzigen Bundesland Baden-Württemberg aufging. Seit der Kreisreform von 1973 ist Bernstadt Teil des Alb-Donau-Kreises.

### Religionen
1484 wurde die St.–Lambert-Kirche als katholische Pfarrkirche erbaut. Seit der Reformation ist der Ort jedoch evangelisch und auch die Kirche wird noch heute von der evangelischen Gemeinde genutzt. Die evangelische  Kirchengemeinde Bernstadt liegt im Kirchenbezirk Ulm und ist Teil der Württembergischen Landeskirche. Der katholische Teil der Bevölkerung gehört zur Pfarrgemeinde St. Ulrich in Dornstadt, die Teil einer Seelsorgeeinheit des Dekanats Ehingen-Ulm ist. In Bernstadt gibt es das Gemeindehaus St. Franziskus, und ein Gottesdienst findet einmal monatlich auch in der Lambertuskirche statt.

## Politik

### Verwaltungsverband
Seit 1972 gehört Bernstadt zum Verwaltungsverband Langenau, dem als Zweckverband verschiedene Aufgaben der Mitgliedsgemeinden übertragen worden sind.

### Bürgermeister
Seit dem 17. Mai 1974 war Theodor Ott Bürgermeister der Gemeinde Bernstadt. Am 7. Januar 2005 verunglückte Ott tödlich. Am 3. April 2005 wurde der Diplom-Verwaltungswirt Oliver Sühring im ersten Wahlgang mit 70 Prozent der Stimmen zum neuen Bürgermeister gewählt. Am 14. April 2013 wurde Sühring für weitere acht Jahre im Amt bestätigt. Seine beiden Stellvertreter sind Marc Reiser und Sabine Megnin. Am 11. April 2021 wurde Oliver Sühring mit 92,6 % der Stimmen für seine dritte Amtszeit bestätigt.

### Gemeinderat
Dem Gemeinderat von Bernstadt gehören 12 Personen an. Bei der Kommunalwahl am 9. Juni 2024 ergab sich folgende Sitzverteilung:
| Liste                                | 2024   | 2024          | 2019   | 2019          |
| Liste                                | Sitze  | Stimmenanteil | Sitze  | Stimmenanteil |
| ------------------------------------ | ------ | ------------- | ------ | ------------- |
| Bernstadter Wählergemeinschaft (BWG) | 6      | 53,4 %        | 6      | 61,3 %        |
| Bernstadt lebt (BL)                  | 6      | 46,7 %        | 4      | 38,7 %        |
| Wahlbeteiligung                      | 72,7 % | 72,7 %        | 68,6 % | 68,6 %        |

### Städtepartnerschaften
Seit 1991 besteht eine Partnerschaft mit Bernstadt a. d. Eigen in der Oberlausitz in Sachsen.

## Wirtschaft und Infrastruktur

### Verkehr
Der Albtäler-Radweg führt als Landes-Fernradweg bei Bernstadt durch das Lonetal; es handelt sich um einen Rundkurs zwischen Römerstein und Giengen an der Brenz. Er verläuft im Lonetal von Westerstetten über Breitingen kommend in das Gemeindegebiet und weiter zum Naturdenkmal Fohlenhaus, wo er aus dem Tal heraus nach Langenau abzweigt.

### Bildung
In Bernstadt besteht seit 1902 eine Grundschule. Weiterführende Schulen (Hauptschule, Realschule, Gymnasium) können in Langenau besucht werden.
Bernstadt verfügt außerdem über eine Kindertagesstätte an zwei Standorten, die der bürgerlichen Gemeinde gehört und vom Diakonieverband Ulm betrieben wird.

## Kultur und Sehenswürdigkeiten

### Museen
Im Schloss befindet sich seit 1982 das Heimatmuseum des Ortes.

### Bauwerke

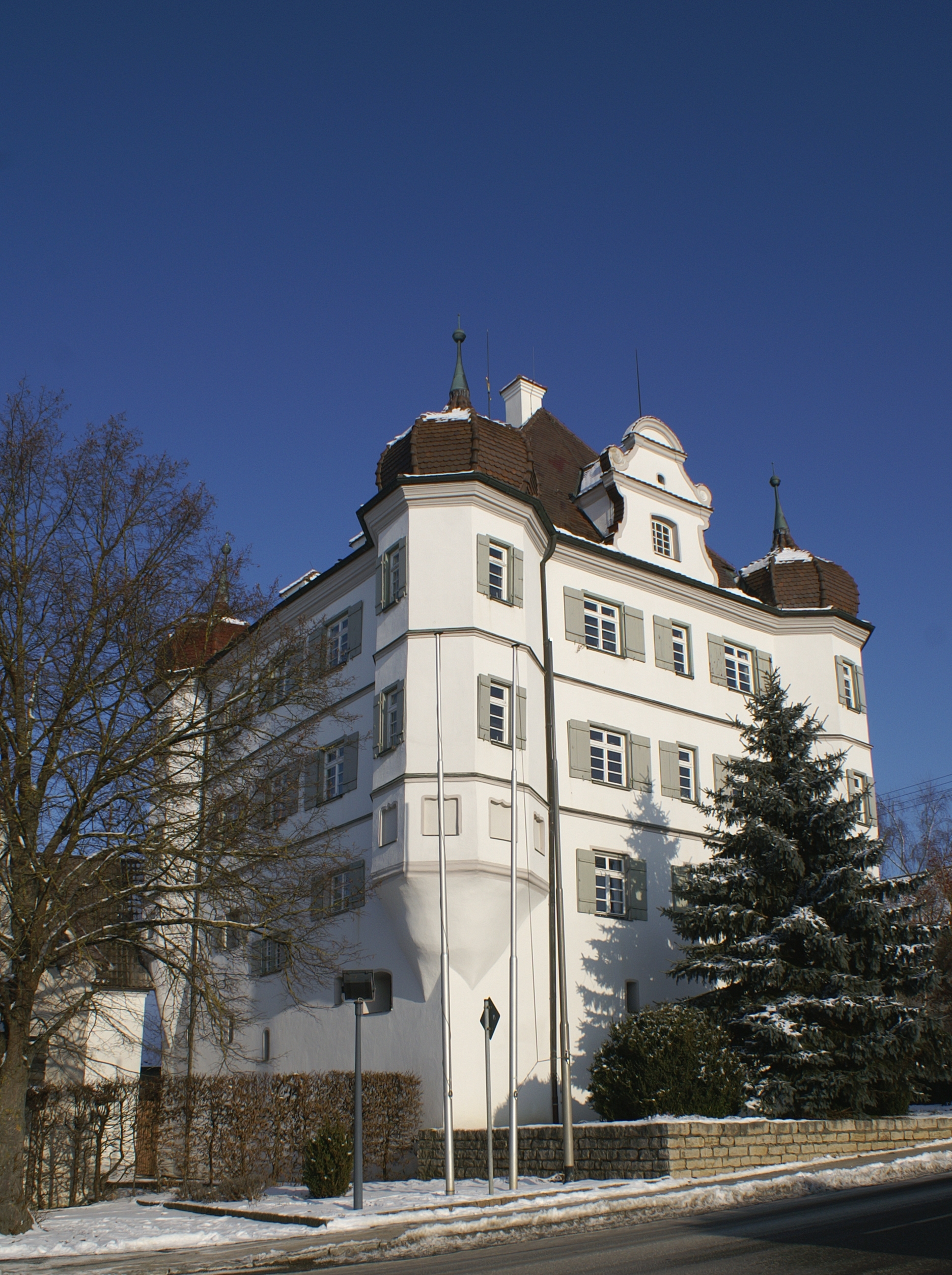
Bernstadter Schloss

Das Schloss in Bernstadt wurde 1549 von Georg Besserer, Mitglied einer Ulmer Patrizierfamilie, als Landsitz erbaut. Nach der Zerstörung des Schlosses im Jahr 1688 wurde es zu Beginn des 18. Jahrhunderts im Stil des Barock wieder aufgebaut. Später diente das Schloss als Schule, Kindergarten und beherbergte nach dem Zweiten Weltkrieg Heimatvertriebene. Heute beherbergt das Bernstadter Schloss die Gemeindeverwaltung und das Heimatmuseum. Besonders sehenswert sind zwei restaurierte Stuckdecken aus den Jahren 1720 bis 1750.